# Hans Fleischmann
Pour les articles homonymes, voir Fleischmann (homonymie).
Hans Fleischmann (1875-1928) est un botaniste et orchidologue allemand.

## Publications
- 1914 : Orchideen der Insel Curzola, 4 pp.
- 1913 : Ein neuer Circium-Bastard: aus dem nachgelassenen Herbare Mich. Ferd. Müllners, 3 pp.
- 1911 : Ophrys schulzei Bornm. et Fleischm, 2 pp.
- 1910 : Botanische und zoologische ergebuisse einer wissenschaftlichen forschungsreise nach den Samoa-inseln, dem Neuguinea, archipel und den Salomoninseln, von märz bis dezember 1905. Editor K.K. Hof, 14 pp.
- 1904 : Zur Orchideen-Flora Lussins... Editor K.K. Zoologisch-botanische Gesellschaft, 8 pp.

## Titres
- Membre de l'Académie viennoise des sciences
- Membre de la Société d'horticulture

### Éponymes
- (Loganiaceae) Geniostoma fleischmannii Rech.[1]
- (Orchidaceae) Epipactis fleischmannii Heimerl[2]
- (Orchidaceae) Ophrys fleischmannii Hayek[3]